# 文匯報 (上海)
文匯報（ぶんわいほう、簡体字中国語: 文汇报、拼音: Wén Huì Bào）は上海市の文匯新民報業集団が発行する新聞である。

## 歴史
上海の「文匯報」は、1938年1月25日に創刊し、日中戦争時には抗日を宣伝し、1939年には汪兆銘政権から停刊を余儀なくされた。
戦後、1945年9月に復刊し、後に国共内戦に反対したことにより国民政府が不満を持ち、上海の「文匯報」は、1947年5月24日に再度停刊を命じられたが、中国共産党が上海を占領すると、1949年6月21日に再度復刊した。

## 社論と文章
1965年11月10日、姚文元の論文「新編歴史劇『海瑞罷官』を評す」を掲載し、呉晗の「海瑞罷官」を厳しく批判し、文化大革命の幕開けを演出した。
1976年3月5日、雷鋒を記念して報道し、周恩来の激励の言葉を漏らしてしまった。南京市の学生と労働者がまず3月5日の報道を暴露し、25日に前後して新聞紙上で周恩来の激励の言葉を削除し、後の四五天安門事件に発展した。